# Пристайко Олена Євгенівна
Олена Євгенівна Карбу (Пристайко) (1977, Київ) — кандидат політичних наук, виконавчий директор та співзасновник Офісу зв'язку українських аналітичних центрів у Брюсселі.

## Життєпис
Вона отримала ступінь кандидата політичних наук в Інституті міжнародних відносин Київського національного Університету імені Тараса Шевченка та диплом магістра європейського права в Інституті Європи Саарландського університету, Саарбрюкен, Німеччина.
У 2001—2003 рр. — працювала в Інституті міжнародних відносин Київського національного Університету імені Тараса Шевченка.
У 2003 році — співробітниця Фонду Фрідріха Еберта в Україні.
У 2005—2006 рр. — працювала в Центрі миру, конверсії та зовнішньої політики України.
У 2005—2010 рр. — викладала в Національній академії державного управління при Президентові України.
У 2006—2007 рр. — співробітник Центру Разумкова, Київ
У 2008—2011 рр. — працювала в Центрі ЄС — Росія в Брюсселі.
У 2012 році — працювала в правозахисних організаціях в Брюсселі (Антидискримінаційний центр «Меморіал» та Центр «Сова»)
У 2013 році — працювала в Раді Європи.

## Автор публікацій
Протягом останніх 13 років вона є співавтором глави «Україна» публікації Фрідом Хауз «Нації в трансформації».